# Seven Sudamericano Masculino 2013
El Seven Sudamericano Masculino del 2013 fue la VIII edición del seven de la Confederación Sudamericana de Rugby (CONSUR).
Participaron las 10 selecciones presentes en la edición pasada, en el mismo escenario (Estádio da Gávea) propiedad del Clube de Regatas do Flamengo en Río de Janeiro, Brasil al igual que las instituciones organizadoras (CONSUR y la Confederação Brasileira de Rugby) y otra vez la cadena SporTV transmitió algunos partidos incluyendo los definitorios por el título. La novedad este año es que los dos mejores clasificados de cada grupo no pasaron a un play-off como fue tradicional sino a una ronda final con el régimen de todos contra todos.
Además de la lucha por el título también estuvo en juego una plaza para la Copa del Mundo edición Rusia 2013 y también dos plazas para el Seven de Hong Kong 2013. La selección argentina no peleó por dichas plazas por encontrarse clasificada a los dos torneos
En un principio se había estudiado la posibilidad de aumentar el número de participantes a 12 selecciones, con Costa Rica y El Salvador; sin embargo no prosperó esa iniciativa.

## Equipos participantes[4]
- Selección de rugby 7 de Argentina (Los Pumas)
- Selección de rugby 7 de Brasil (Los Tupís)
- Selección de rugby 7 de Chile (Los Cóndores)
- Selección de rugby 7 de Colombia (Los Tucanes)
- Selección de rugby 7 de Ecuador (Los Piqueros)
- Selección de rugby 7 de Guatemala (Los Jaguares)
- Selección de rugby 7 de Paraguay (Los Yacarés)
- Selección de rugby 7 del Perú (Los Tumis)
- Selección de rugby 7 de Uruguay (Los Teros)
- Selección de rugby 7 de Venezuela (Las Orquídeas)

## Clasificación[5]

### Grupo A

#### Posiciones
| Pos. | Equipo    | Encuentros | Encuentros | Encuentros | Encuentros | Tantos  | Tantos    | Tantos     | Puntos |
| Pos. | Equipo    | jugados    | ganados    | empatados  | perdidos   | a favor | en contra | diferencia | Puntos |
| ---- | --------- | ---------- | ---------- | ---------- | ---------- | ------- | --------- | ---------- | ------ |
| 1    | Uruguay   | 4          | 4          | 0          | 0          | 113     | 17        | + 96       | 12     |
| 2    | Brasil    | 4          | 3          | 0          | 1          | 112     | 39        | + 73       | 9      |
| 3    | Paraguay  | 4          | 2          | 0          | 2          | 85      | 63        | + 22       | 6      |
| 4    | Venezuela | 4          | 1          | 0          | 3          | 43      | 110       | - 67       | 3      |
| 5    | Guatemala | 4          | 0          | 0          | 4          | 10      | 134       | - 124      | 0      |

Nota: Se otorgan 3 puntos al equipo que gane un partido, 1 al que empate y 0 al que pierda
|  | Clasificados a Semifinales de Oro |

|  | Clasificados a Semifinales de Bronce |

|  | Clasifica al partido por el 9º puesto |

#### Resultados
| 23 de febrero 9:00 | Brasil | 40 - 0  | Guatemala | Estádio da Gávea, Río de Janeiro, Brasil |  |
|                    |        | Reporte |           |                                          |  |

| 23 de febrero 9:20 | Paraguay | 24 - 12 | Venezuela | Estádio da Gávea, Río de Janeiro, Brasil |  |
|                    |          | Reporte |           |                                          |  |

| 23 de febrero 11:40 | Brasil | 36 - 5  | Venezuela | Estádio da Gávea, Río de Janeiro, Brasil |  |
|                     |        | Reporte |           |                                          |  |

| 23 de febrero 12:00 | Uruguay | 27 - 0  | Guatemala | Estádio da Gávea, Río de Janeiro, Brasil |  |
|                     |         | Reporte |           |                                          |  |

| 23 de febrero 14:20 | Uruguay | 24 - 7  | Brasil | Estádio da Gávea, Río de Janeiro, Brasil |  |
|                     |         | Reporte |        |                                          |  |

| 23 de febrero 14:40 | Paraguay | 41 - 5  | Guatemala | Estádio da Gávea, Río de Janeiro, Brasil |  |
|                     |          | Reporte |           |                                          |  |

| 23 de febrero 17:00 | Venezuela | 26 - 5  | Guatemala | Estádio da Gávea, Río de Janeiro, Brasil |  |
|                     |           | Reporte |           |                                          |  |

| 23 de febrero 17:20 | Uruguay | 17 - 10 | Paraguay | Estádio da Gávea, Río de Janeiro, Brasil |  |
|                     |         | Reporte |          |                                          |  |

| 24 de febrero 9:00 | Uruguay | 45 - 0  | Venezuela | Estádio da Gávea, Río de Janeiro, Brasil |  |
|                    |         | Reporte |           |                                          |  |

| 24 de febrero 9:20 | Paraguay | 10 - 29 | Brasil | Estádio da Gávea, Río de Janeiro, Brasil |  |
|                    |          | Reporte |        |                                          |  |

### Grupo B

#### Posiciones
| Pos. | Equipo    | Encuentros | Encuentros | Encuentros | Encuentros | Tantos  | Tantos    | Tantos     | Puntos |
| Pos. | Equipo    | jugados    | ganados    | empatados  | perdidos   | a favor | en contra | diferencia | Puntos |
| ---- | --------- | ---------- | ---------- | ---------- | ---------- | ------- | --------- | ---------- | ------ |
| 1    | Argentina | 4          | 4          | 0          | 0          | 145     | 7         | + 138      | 12     |
| 2    | Chile     | 4          | 3          | 0          | 1          | 100     | 31        | + 69       | 9      |
| 3    | Colombia  | 4          | 2          | 0          | 2          | 50      | 73        | - 23       | 6      |
| 4    | Perú      | 4          | 1          | 0          | 3          | 55      | 103       | - 48       | 3      |
| 5    | Ecuador   | 4          | 0          | 0          | 4          | 7       | 143       | - 136      | 0      |

Nota: Se otorgan 3 puntos al equipo que gane un partido, 1 al que empate y 0 al que pierda
|  | Clasificados a Semifinales de Oro |

|  | Clasificados a Semifinales de Bronce |

|  | Clasifica al partido por el 9º puesto |

#### Resultados
| 23 de febrero 9:40 | Perú | 33 - 7  | Ecuador | Estádio da Gávea, Río de Janeiro, Brasil |  |
|                    |      | Reporte |         |                                          |  |

| 23 de febrero 10:00 | Chile | 31 - 0  | Colombia | Estádio da Gávea, Río de Janeiro, Brasil |  |
|                     |       | Reporte |          |                                          |  |

| 23 de febrero 12:20 | Perú | 15 - 19 | Colombia | Estádio da Gávea, Río de Janeiro, Brasil |  |
|                     |      | Reporte |          |                                          |  |

| 23 de febrero 12:40 | Argentina | 45 - 0  | Ecuador | Estádio da Gávea, Río de Janeiro, Brasil |  |
|                     |           | Reporte |         |                                          |  |

| 23 de febrero 15:00 | Chile | 34 - 0  | Ecuador | Estádio da Gávea, Río de Janeiro, Brasil |  |
|                     |       | Reporte |         |                                          |  |

| 23 de febrero 15:20 | Argentina | 49 - 0  | Perú | Estádio da Gávea, Río de Janeiro, Brasil |  |
|                     |           | Reporte |      |                                          |  |

| 23 de febrero 18:00 | Argentina | 24 - 7  | Chile | Estádio da Gávea, Río de Janeiro, Brasil |  |
|                     |           | Reporte |       |                                          |  |

| 24 de febrero 8:40 | Colombia | 31 - 0  | Ecuador | Estádio da Gávea, Río de Janeiro, Brasil |  |
|                    |          | Reporte |         |                                          |  |

| 24 de febrero 9:40 | Argentina | 27 - 0  | Colombia | Estádio da Gávea, Río de Janeiro, Brasil |  |
|                    |           | Reporte |          |                                          |  |

| 24 de febrero 10:00 | Chile | 28 - 7  | Perú | Estádio da Gávea, Río de Janeiro, Brasil |  |
|                     |       | Reporte |      |                                          |  |

## Play-off

### Semifinales

#### Semifinales de bronce
| 24 de febrero 11:00 | Paraguay | 7 - 14  | Perú | Estádio da Gávea, Río de Janeiro, Brasil |  |
|                     |          | Reporte |      |                                          |  |

| 24 de febrero 11:20 | Colombia | 12 - 5  | Venezuela | Estádio da Gávea, Río de Janeiro, Brasil |  |
|                     |          | Reporte |           |                                          |  |

### Finales

#### 9º puesto
| 24 de febrero 13:00 | Guatemala | 19 - 17 | Ecuador | Estádio da Gávea, Río de Janeiro, Brasil |  |
|                     |           | Reporte |         |                                          |  |

#### 7º puesto
| 24 de febrero 14:20 | Paraguay | 29 - 0  | Venezuela | Estádio da Gávea, Río de Janeiro, Brasil |  |
|                     |          | Reporte |           |                                          |  |

#### 5º puesto
| 24 de febrero 15:00 | Perú | 14 - 19 | Colombia | Estádio da Gávea, Río de Janeiro, Brasil |  |
|                     |      | Reporte |          |                                          |  |

## Ronda final

### 1.ª fecha
| 24 de febrero 11:40 | Uruguay | 10 - 7  | Chile | Estádio da Gávea, Río de Janeiro, Brasil |  |
|                     |         | Reporte |       |                                          |  |

| 24 de febrero 12:00 | Argentina | 31 - 12 | Brasil | Estádio da Gávea, Río de Janeiro, Brasil |  |
|                     |           | Reporte |        |                                          |  |

### 2.ª fecha
| 24 de febrero 13:40 | Uruguay | 17 - 7  | Brasil | Estádio da Gávea, Río de Janeiro, Brasil |  |
|                     |         | Reporte |        |                                          |  |

| 24 de febrero 14:00 | Argentina | 14 - 0  | Chile | Estádio da Gávea, Río de Janeiro, Brasil |  |
|                     |           | Reporte |       |                                          |  |

### 3.ª fecha
| 24 de febrero 15:44 | Brasil | 7 - 7   | Chile | Estádio da Gávea, Río de Janeiro, Brasil |  |
|                     |        | Reporte |       |                                          |  |

| 24 de febrero 16:06 | Uruguay | 5 - 19  | Argentina | Estádio da Gávea, Río de Janeiro, Brasil |  |
|                     |         | Reporte |           |                                          |  |

| Bandera de Argentina |
| Campeón Argentina    |
| Séptimo título       |

## Posiciones finales
| Posición | Selección |
| -------- | --------- |
| 1        | Argentina |
| 2        | Uruguay   |
| 3        | Brasil    |
| 4        | Chile     |
| 5        | Colombia  |
| 6        | Perú      |
| 7        | Paraguay  |
| 8        | Venezuela |
| 9        | Guatemala |
| 10       | Ecuador   |

## Clasificación a otros torneos
El Seven CONSUR otorgó una plaza a la Copa del Mundo de Rugby 7 a desarrollarse en Rusia 2013 y dos para el Seven de Hong Kong 2013. Los Pumas VII no participaron de la contienda por encontrarse clasificados a ambos torneos, de esta forma el puesto para el mundial lo ocupa Uruguay y al Seven de Hong Kong viajarán Teros y Tupís.